# Les Cabannes (Ariège)
Pour les articles homonymes, voir Les Cabannes.
Les Cabannes (occitan : Las Cabanas) sont une commune française des Pyrénées, située dans le sud-est du département de l'Ariège en région Occitanie. Sur le plan historique et culturel, la commune fait partie du pays du Sabarthès, structuré par la haute vallée de l'Ariège en amont du pays de Foix avec Tarascon-sur-Ariège comme ville principale.
Exposée à un climat océanique altéré, elle est drainée par l'Ariège et l'Aston. La commune possède un patrimoine naturel remarquable : un site Natura 2000 (« Garonne, Ariège, Hers, Salat, Pique et Neste ») et quatre zones naturelles d'intérêt écologique, faunistique et floristique.
Les Cabannes sont une commune rurale qui compte 330 habitants en 2022, après avoir connu un pic de population de 1 569 habitants en 1793. Ses habitants sont appelés les Cabannéens.

## Géographie

### Localisation
1. Carte dynamique
2. Carte Openstreetmap
3. Carte topographique
4. Carte avec les communes environnantes

La commune des Cabannes se trouve dans le département de l'Ariège, en région Occitanie.
Elle se situe à 21 km à vol d'oiseau de Foix, préfecture du département, et à 14 km d'Ax-les-Thermes, bureau centralisateur du canton de Haute-Ariège dont dépend la commune depuis 2015 pour les élections départementales.
La commune fait en outre partie du bassin de vie de Tarascon-sur-Ariège.
Les communes les plus proches sont : 
Pech (0,3 km), Château-Verdun (0,7 km), Verdun (1,0 km), Aulos (1,2 km), Albiès (1,5 km), Aston (1,7 km), Larcat (2,2 km), Senconac (2,5 km).
Sur le plan historique et culturel, Les Cabannes font partie du pays de Sabarthès, structuré par la haute vallée de l'Ariège en amont du pays de Foix avec Tarascon-sur-Ariège comme ville principale.
Les communes limitrophes sont Albiès, Aulos-Sinsat, Château-Verdun, Pech et Verdun.
|                | Verdun       |        |
| Aulos-Sinsat   | des Cabannes | Albiès |
| Château-Verdun | Pech         |        |

Comme ces communes sont petites, sauf Verdun, on peut ajouter une seconde couronne, toujours en partant du nord : Cazenave-Serres-et-Allens, Senconac, Caychax, Appy, Vèbre, Lassur, Aston et Larcat. Noter la très vaste superficie d'Aston, qui est frontalière avec l'Andorre.

### Géologie et relief
La commune est située dans les Pyrénées, une chaîne montagneuse jeune, érigée durant l'ère tertiaire (il y a 40 millions d'années environ), en même temps que les Alpes. Elle est traversée par la Faille nord-pyrénéenne, qui sépare la Zone axiale pyrénéenne (ZA) ou haute chaîne primaire de la Zone nord-pyrénéenne (ZNP), au nord. Les terrains affleurants sur le territoire communal sont constitués de roches pour partie sédimentaires et pour partie métamorphiques datant pour certaines du Mésozoïque, anciennement appelé Ère secondaire, qui s'étend de −252,2 à −66,0 Ma, et pour d'autres du Paléozoïque, une ère géologique qui s'étend de −541 à −252,2 Ma (millions d'années). La structure détaillée des couches affleurantes est décrite dans la feuille « n°1087 - Vicdessos » de la carte géologique harmonisée au 1/50 000ème du département de l'Ariège, et sa notice associée.
La superficie cadastrale de la commune publiée par l’Insee, qui sert de références dans toutes les statistiques, est de 0,87 km2,. La superficie géographique, issue de la BD Topo, composante du Référentiel à grande échelle produit par l'IGN, est quant à elle de 0,8 km2.  L'altitude du territoire varie entre 519 m et 581 m.

### Hydrographie

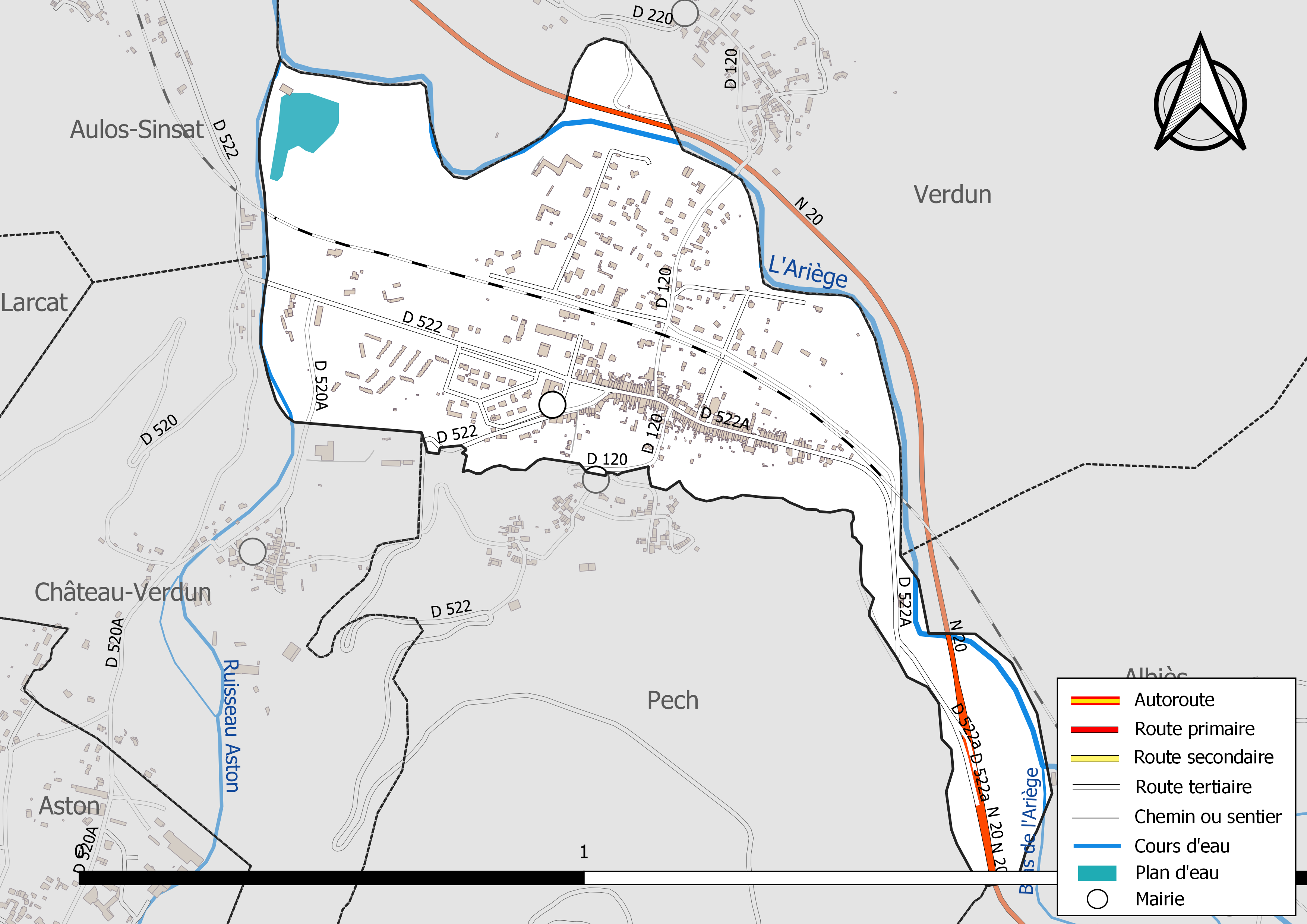
Réseaux hydrographique et routier des Cabannes.

La commune est dans le bassin versant de la Garonne, au sein du bassin hydrographique Adour-Garonne. Elle est drainée par l'Ariège, l'Aston et un bras de l'Ariège, constituant un réseau hydrographique de 1 km de longueur totale,.
L'Ariège, d'une longueur totale de 162,91 km, prend sa source dans la commune de Porta et s'écoule du sud vers le nord. Elle traverse la commune et se jette dans la Garonne à Portet-sur-Garonne, après avoir traversé 56 communes.
L'Aston, d'une longueur totale de 23,5 km, prend sa source dans la commune d'Aston et s'écoule du sud vers le nord. Il traverse la commune et se jette dans l'Ariège à Verdun.

### Climat
Pour des articles plus généraux, voir Climat de l'Occitanie et Climat de l'Ariège.
En 2010, le climat de la commune est de type climat océanique altéré, selon une étude s'appuyant sur une série de données couvrant la période 1971-2000. En 2020, Météo-France publie une typologie des climats de la France métropolitaine dans laquelle la commune est exposée à un climat de montagne et est dans la région climatique Pyrénées centrales, caractérisée par une pluviométrie annuelle de 1 000 à 1 200 mm.
Pour la période 1971-2000, la température annuelle moyenne est de 11,7 °C, avec une amplitude thermique annuelle de 14,8 °C. Le cumul annuel moyen de précipitations est de 956 mm, avec 9,1 jours de précipitations en janvier et 6,5 jours en juillet. Pour la période 1991-2020, la température moyenne annuelle observée sur la station météorologique la plus proche, située sur la commune d'Aston à 2 km à vol d'oiseau, est de 5,9 °C et le cumul annuel moyen de précipitations est de 1 103,9 mm,. Pour l'avenir, les paramètres climatiques de la commune estimés pour 2050 selon différents scénarios d'émission de gaz à effet de serre sont consultables sur un site dédié publié par Météo-France en novembre 2022.

### Milieux naturels et biodiversité

#### Réseau Natura 2000

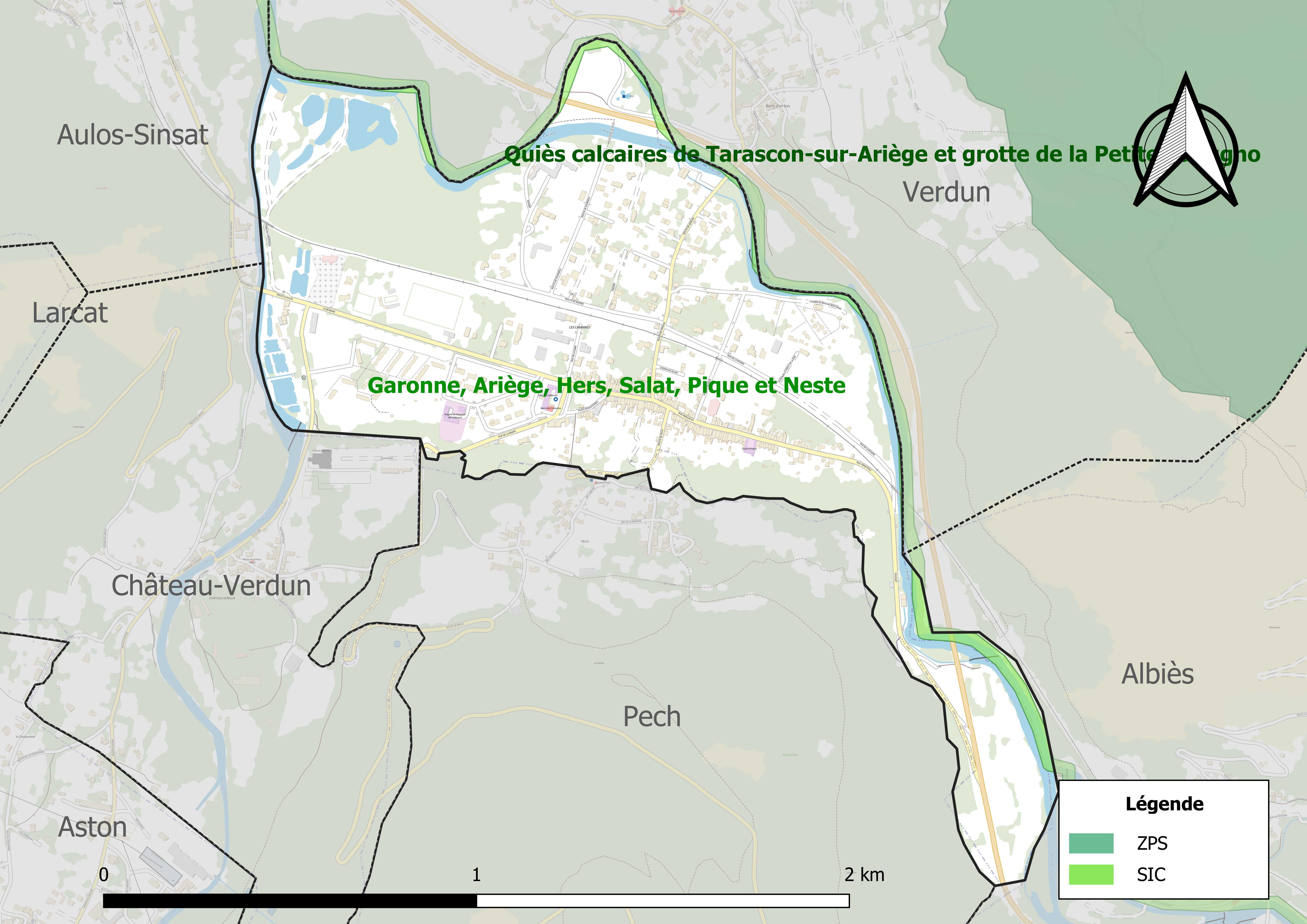
Site Natura 2000 sur le territoire communal.

Le réseau Natura 2000 est un réseau écologique européen de sites naturels d'intérêt écologique élaboré à partir des directives habitats et oiseaux, constitué de zones spéciales de conservation (ZSC) et de zones de protection spéciale (ZPS).
Un site Natura 2000 a été défini sur la commune au titre de la directive habitats : « Garonne, Ariège, Hers, Salat, Pique et Neste », d'une superficie de 9 581 ha, un réseau hydrographique pour les poissons migrateurs, avec des zones de frayères actives et potentielles importantes pour le Saumon en particulier qui fait l'objet d'alevinages réguliers et dont des adultes atteignent déjà Foix sur l'Ariège.

#### Zones naturelles d'intérêt écologique, faunistique et floristique
L’inventaire des zones naturelles d'intérêt écologique, faunistique et floristique (ZNIEFF) a pour objectif de réaliser une couverture des zones les plus intéressantes sur le plan écologique, essentiellement dans la perspective d’améliorer la connaissance du patrimoine naturel national et de fournir aux différents décideurs un outil d’aide à la prise en compte de l’environnement dans l’aménagement du territoire.
Deux ZNIEFF de type 1 sont recensées sur la commune :
le « cours de l'Ariège » (1 341 ha), couvrant 112 communes dont 86 dans l'Ariège et 26 dans la Haute-Garonne, et 
la « rive gauche de la haute vallée de l'Ariège » (16 207 ha), couvrant 14 communes du département
et deux ZNIEFF de type 2, : 
- « L'Ariège et ripisylves » (1 975 ha), couvrant 56 communes dont 43 dans l'Ariège et 13 dans la Haute-Garonne[30] ;
- le « massif de l'Aston et haute vallée de l'Ariège » (0 ha), couvrant 24 communes dont 22 dans l'Ariège et 2 dans les Pyrénées-Orientales[31].

Carte des ZNIEFF de type 1 et 2 aux Cabannes.
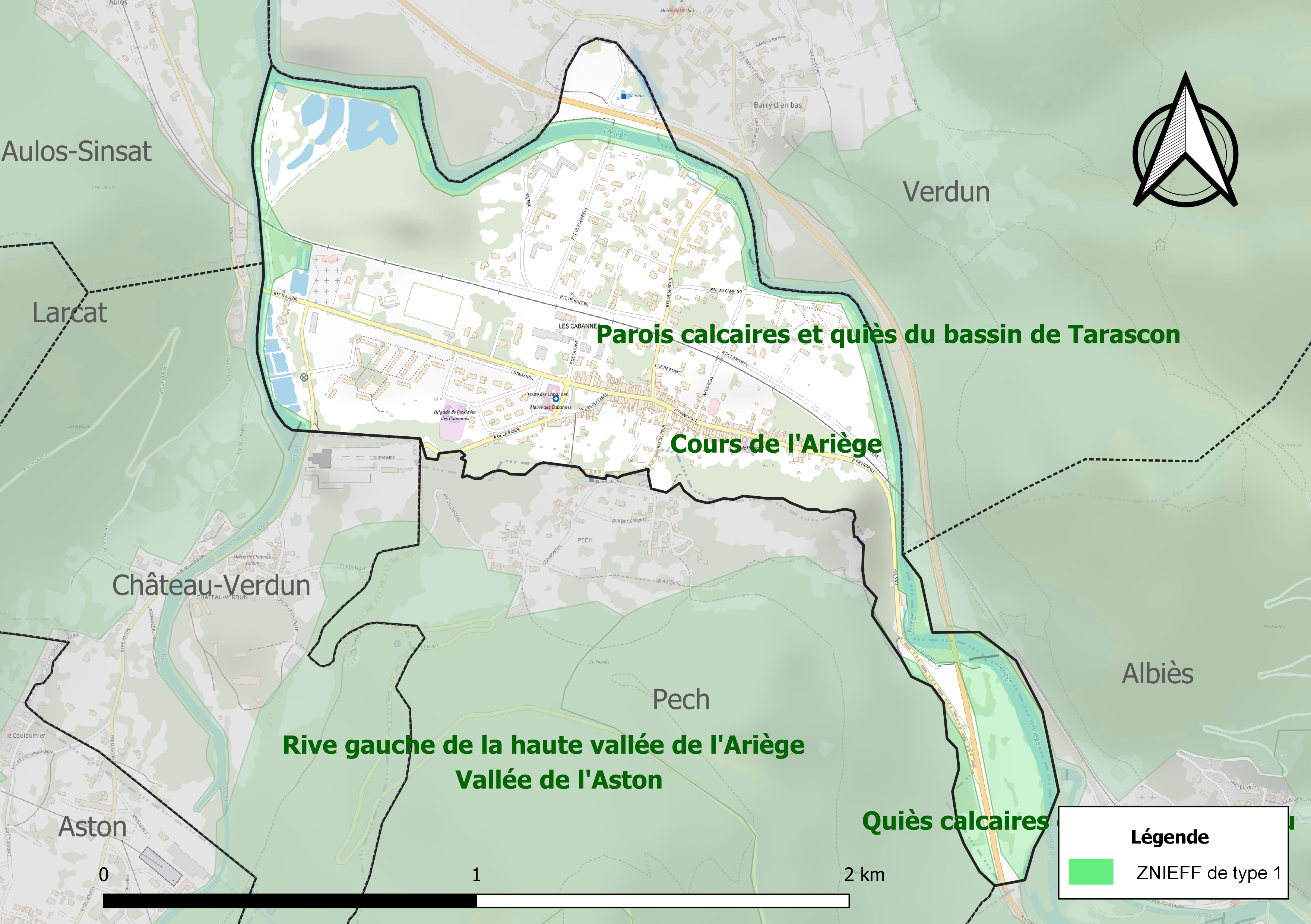
Carte des ZNIEFF de type 1 sur la commune.
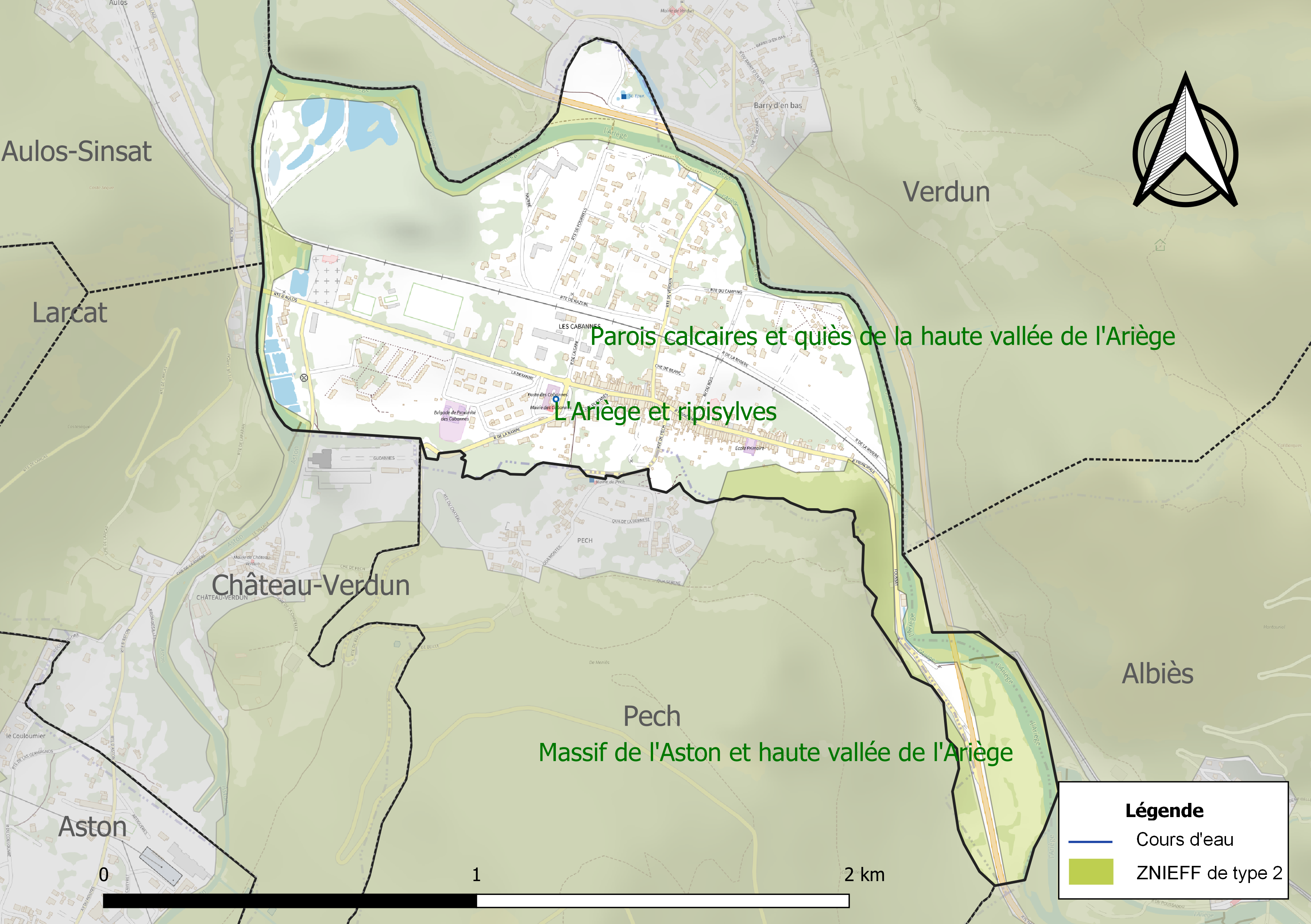
Carte des ZNIEFF de type 2 sur la commune.

## Urbanisme

### Typologie
Au 1er janvier 2024, Les Cabannes sont catégorisées commune rurale à habitat dispersé, selon la nouvelle grille communale de densité à 7 niveaux définie par l'Insee en 2022.
Elle est située hors unité urbaine et hors attraction des villes,.

### Occupation des sols
L'occupation des sols de la commune, telle qu'elle ressort de la base de données européenne d’occupation biophysique des sols Corine Land Cover (CLC), est marquée par l'importance des territoires artificialisés (50,4 % en 2018), en augmentation par rapport à 1990 (43,6 %). La répartition détaillée en 2018 est la suivante : 
zones urbanisées (50,4 %), zones agricoles hétérogènes (48,4 %), forêts (1,1 %). L'évolution de l’occupation des sols de la commune et de ses infrastructures peut être observée sur les différentes représentations cartographiques du territoire : la carte de Cassini (XVIIIe siècle), la carte d'état-major (1820-1866) et les cartes ou photos aériennes de l'IGN pour la période actuelle (1950 à aujourd'hui).

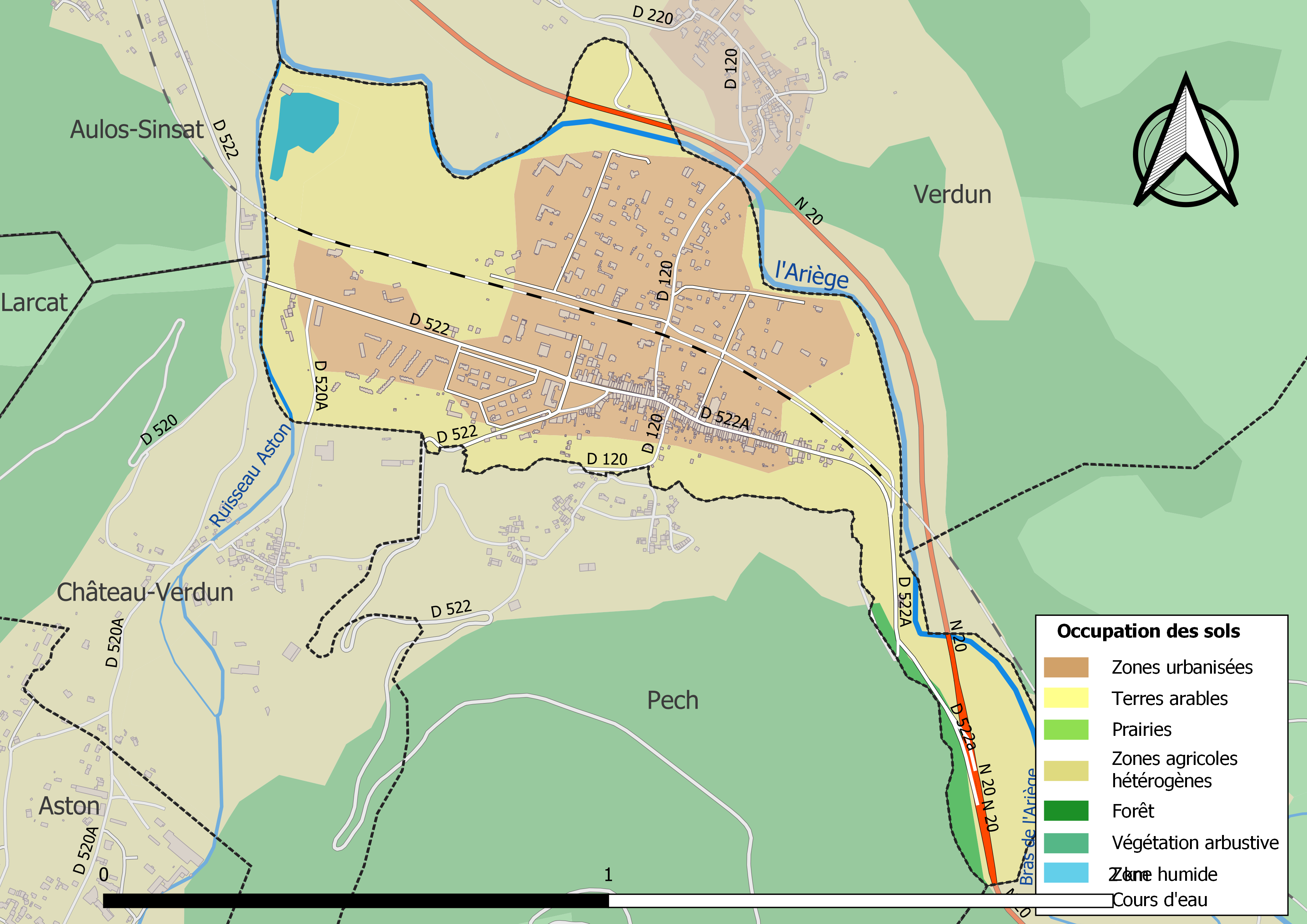
Carte des infrastructures et de l'occupation des sols de la commune en 2018 (CLC).

### Habitat et logement
En 2018, le nombre total de logements dans la commune était de 414, alors qu'il était de 408 en 2013 et de 385 en 2008.
Parmi ces logements, 45,1 % étaient des résidences principales, 48,6 % des résidences secondaires et 6,3 % des logements vacants. Ces logements étaient pour 90,6 % d'entre eux des maisons individuelles et pour 9,2 % des appartements.
Le tableau ci-dessous présente la typologie des logements aux Cabannes en 2018 en comparaison avec celle de l'Ariège et de la France entière. Une caractéristique marquante du parc de logements est ainsi une proportion de résidences secondaires et logements occasionnels (48,6 %) supérieure à celle du département (24,6 %) et à celle de la France entière (9,7 %). Concernant le statut d'occupation de ces logements, 66,8 % des habitants de la commune sont propriétaires de leur logement (73,5 % en 2013), contre 66,3 % pour l'Ariège et 57,5 % pour la France entière.
| Typologie                                               | Les Cabannes | Ariège | France entière |
| ------------------------------------------------------- | ------------ | ------ | -------------- |
| Résidences principales (en %)                           | 45,1         | 65,7   | 82,1           |
| Résidences secondaires et logements occasionnels (en %) | 48,6         | 24,6   | 9,7            |
| Logements vacants (en %)                                | 6,3          | 9,7    | 8,2            |

### Voies de communication
La commune est traversée par la RN20 (Paris-Bourg-Madame  par le col de Puymorens) qui permet d'accéder à la principauté d'Andorre. La commune a également une gare ferroviaire, sur la ligne Paris-Toulouse-Latour-de-Carol (environ quatre trains par jour dans chaque sens, dont un train de nuit direct depuis Paris).

### Risques majeurs
Le territoire de la commune des Cabannes est vulnérable à différents aléas naturels : inondations, climatiques (grand froid ou canicule), feux de forêts, mouvements de terrains et séisme (sismicité modérée). Il est également exposé à deux risques technologiques,  le transport de matières dangereuses et la rupture d'un barrage, et à un risque particulier, le risque radon,.

#### Risques naturels

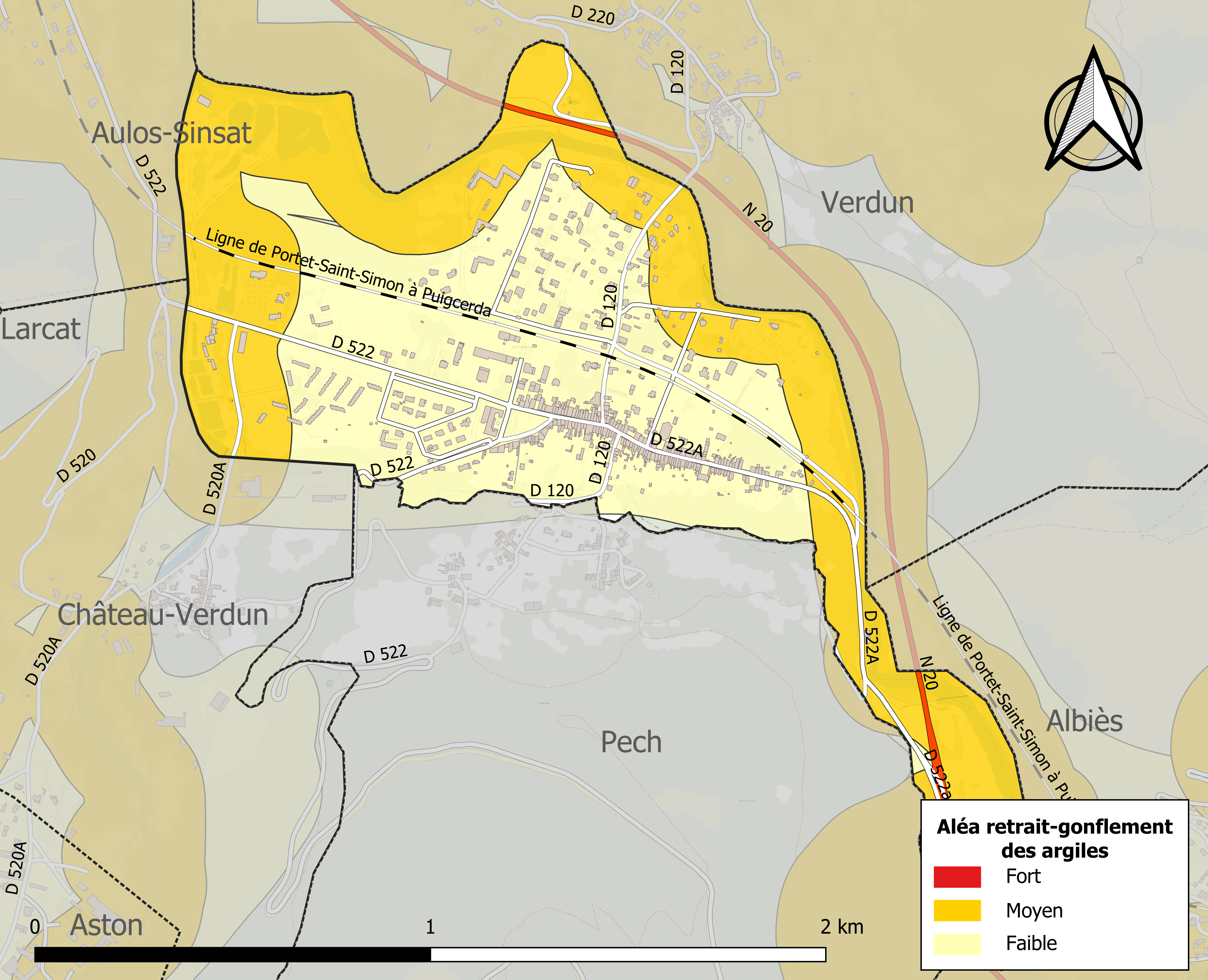
Zonage de l'aléa retrait-gonflement des argiles sur la commune des Cabannes.

Certaines parties du territoire communal sont susceptibles d’être affectées par le risque d’inondation par débordement, crue torrentielle d'un cours d'eau, l'Ariège, ou ruissellement d'un versant. L’épisode de crue le plus marquant dans le département reste sans doute celui de 1875. Parmi les inondations marquantes plus récentes concernant le cours d'eau de l'Ariège figurent la crue torrentielle de 1982 et les inondations de plaine de 1996 et de 2005 de la Basse vallée de l'Ariège.
Les mouvements de terrains susceptibles de se produire sur la commune sont soit des chutes de blocs, soit des glissements de terrains, soit des mouvements liés au retrait-gonflement des argiles. Près de 50 % de la superficie du département est concernée par l'aléa retrait-gonflement des argiles, dont la commune des Cabannes. L'inventaire national des cavités souterraines permet par ailleurs de localiser celles situées sur la commune.
Ces risques naturels sont pris en compte dans l'aménagement du territoire de la commune par le biais d'un plan de prévention des risques (PPR) inondation et mouvement de terrain approuvé le 16 octobre 2006.

#### Risques technologiques
Le risque de transport de matières dangereuses par une infrastructure routière ou ferroviaire ou par une canalisation de transport de gaz concerne la commune. Un accident se produisant sur une telle infrastructure est en effet susceptible d’avoir des effets graves au bâti ou aux personnes jusqu’à 350 m, selon la nature du matériau transporté. Des dispositions d’urbanisme peuvent être préconisées en conséquence.
Dans le département de l’Ariège on dénombre cinq grands barrages susceptibles d’occasionner des dégâts en cas de rupture. La commune fait partie des 80 communes susceptibles d’être touchées par l’onde de submersion consécutive à la rupture d’un de ces barrages. Elle est en effet dans la zone de proximité immédiate d'un barrage classé PPI.

#### Risque particulier
Dans plusieurs parties du territoire national, le radon, accumulé dans certains logements ou autres locaux, peut constituer une source significative d’exposition de la population aux rayonnements ionisants. Toutes les communes du département sont concernées par le risque radon à un niveau plus ou moins élevé. Selon la classification de 2018, la commune des Cabannes est classée en zone 2, à savoir zone à potentiel radon faible mais sur lesquelles des facteurs géologiques particuliers peuvent faciliter le transfert du radon vers les bâtiments.

## Histoire
Les Huguenots de Pamiers trouvent refuge aux Cabannes en 1566, mais en seront délogés par les Catholiques le 25 mai 1567 lors de la deuxième guerre de Religion.

## Politique et administration

### Découpage territorial
La commune des Cabannes est membre de la communauté de communes de la Haute Ariège, un établissement public de coopération intercommunale (EPCI) à fiscalité propre créé le 27 septembre 2016 dont le siège est à Luzenac. Ce dernier est par ailleurs membre d'autres groupements intercommunaux.
Sur le plan administratif, elle est rattachée à l'arrondissement de Foix, au département de l'Ariège, en tant que circonscription administrative de l'État, et à la région Occitanie.
Sur le plan électoral, elle dépend du canton de Haute-Ariège pour l'élection des conseillers départementaux, depuis le redécoupage cantonal de 2014 entré en vigueur en 2015, et de la première circonscription de l'Ariège  pour les élections législatives, depuis le redécoupage électoral de 1986.

### Liste des maires
| Période                                  | Période  | Identité        | Étiquette | Qualité            |
| ---------------------------------------- | -------- | --------------- | --------- | ------------------ |
| 1889 ?                                   | ?        | Martial Bonnans |           | Conseiller Général |
|                                          |          |                 |           |                    |
| mars 2001                                | 2008     | Narcisse Rouja  |           |                    |
| mars 2008                                | En cours | Daniel Géraud   | DVG       |                    |
| Les données manquantes sont à compléter. |          |                 |           |                    |

## Démographie
L'évolution du nombre d'habitants est connue à travers les recensements de la population effectués dans la commune depuis 1793. Pour les communes de moins de 10 000 habitants, une enquête de recensement portant sur toute la population est réalisée tous les cinq ans, les populations de référence des années intermédiaires étant quant à elles estimées par interpolation ou extrapolation. Pour la commune, le premier recensement exhaustif entrant dans le cadre du nouveau dispositif a été réalisé en 2004.

En 2022, la commune comptait 330 habitants, en évolution de −0,3 % par rapport à 2016 (Ariège : +1,48 %, France hors Mayotte : +2,11 %).
| 1793  | 1800 | 1806 | 1821 | 1831 | 1836 | 1841 | 1846 | 1851 |
| ----- | ---- | ---- | ---- | ---- | ---- | ---- | ---- | ---- |
| 1 569 | 415  | 470  | 595  | 663  | 636  | 617  | 616  | 613  |

| 1856 | 1861 | 1866 | 1872 | 1876 | 1881 | 1886 | 1891 | 1896 |
| ---- | ---- | ---- | ---- | ---- | ---- | ---- | ---- | ---- |
| 516  | 486  | 465  | 434  | 444  | 466  | 509  | 502  | 480  |

| 1901 | 1906 | 1911 | 1921 | 1926 | 1931 | 1936 | 1946 | 1954 |
| ---- | ---- | ---- | ---- | ---- | ---- | ---- | ---- | ---- |
| 452  | 475  | 427  | 421  | 384  | 362  | 360  | 555  | 451  |

| 1962 | 1968 | 1975 | 1982 | 1990 | 1999 | 2004 | 2006 | 2009 |
| ---- | ---- | ---- | ---- | ---- | ---- | ---- | ---- | ---- |
| 437  | 444  | 470  | 469  | 332  | 359  | 344  | 334  | 354  |

| 2014 | 2019 | 2022 | - | - | - | - | - | - |
| ---- | ---- | ---- | - | - | - | - | - | - |
| 340  | 337  | 330  | - | - | - | - | - | - |

## Économie

### Revenus
En 2018, la commune compte 172 ménages fiscaux, regroupant 314 personnes. La médiane du revenu disponible par unité de consommation est de 22 600 € (19 820 € dans le département).

### Emploi
| Division       | 2008  | 2013   | 2018   |
| -------------- | ----- | ------ | ------ |
| Commune        | 6,7 % | 5,9 %  | 15,5 % |
| Département    | 8,9 % | 11,1 % | 11,2 % |
| France entière | 8,3 % | 10 %   | 10 %   |

En 2018, la population âgée de 15 à 64 ans s'élève à 180 personnes, parmi lesquelles on compte 80,1 % d'actifs (64,6 % ayant un emploi et 15,5 % de chômeurs) et 19,9 % d'inactifs,. En  2018, le taux de chômage communal (au sens du recensement) des 15-64 ans est supérieur à celui du département et de la France, alors qu'en 2008 la situation était inverse.
La commune est hors attraction des villes,. Elle compte 148 emplois en 2018, contre 135 en 2013 et 174 en 2008. Le nombre d'actifs ayant un emploi résidant dans la commune est de 117, soit un indicateur de concentration d'emploi de 126 % et un taux d'activité parmi les 15 ans ou plus de 48,8 %.
Sur ces 117 actifs de 15 ans ou plus ayant un emploi, 45 travaillent dans la commune, soit 38 % des habitants. Pour se rendre au travail, 64,6 % des habitants utilisent un véhicule personnel ou de fonction à quatre roues, 5,1 % les transports en commun, 21,2 % s'y rendent en deux-roues, à vélo ou à pied et 9,1 % n'ont pas besoin de transport (travail au domicile).

### Activités hors agriculture
52 établissements sont implantés  aux Cabannes au 31 décembre 2019. Le tableau ci-dessous en détaille le nombre par secteur d'activité et compare les ratios avec ceux du département,.
| Secteur d'activité                                                                                        | Commune | Commune | Département |
| Secteur d'activité                                                                                        | Nombre  | %       | %           |
| --- | ------- | ------- | ----------- |
| Ensemble                                                                                                  | 52      | 100 %   | (100 %)     |
| Industrie manufacturière, industries extractives et autres                                                | 7       | 13,5 %  | (12,9 %)    |
| Construction                                                                                              | 1       | 1,9 %   | (14,2 %)    |
| Commerce de gros et de détail, transports, hébergement et restauration                                    | 18      | 34,6 %  | (27,5 %)    |
| Information et communication                                                                              | 1       | 1,9 %   | (1,8 %)     |
| Activités financières et d'assurance                                                                      | 1       | 1,9 %   | (2,8 %)     |
| Activités immobilières                                                                                    | 1       | 1,9 %   | (4,2 %)     |
| Activités spécialisées, scientifiques et techniques et activités de services administratifs et de soutien | 7       | 13,5 %  | (13,2 %)    |
| Administration publique, enseignement, santé humaine et action sociale                                    | 8       | 15,4 %  | (14,4 %)    |
| Autres activités de services                                                                              | 8       | 15,4 %  | (8,8 %)     |

Le secteur du commerce de gros et de détail, des transports, de l'hébergement et de la restauration est prépondérant sur la commune puisqu'il représente 34,6 % du nombre total d'établissements de la commune (18 sur les 52 entreprises implantées aux Cabannes), contre 27,5 % au niveau départemental.
- Élevage bovin
- Bois (scierie)

Aucune exploitation agricole ayant son siège dans la commune n'est recensée lors du recensement agricole de 2010 (un en 1988).

### Tourisme
- Ski de fond la commune des Cabannes bénéficie de l'activité de la station de ski de fond du plateau de Beille, première station des Pyrénées, qui fonctionne dans un cadre intercommunal. Dans le village lui-même, situé au départ de la seule route d'accès à la station, se trouvent quelques entreprises liées à cette activité.
- Hébergement touristique d'hiver et d'été gîte de groupe communal Les Oustalous, Camping-caravaneige municipal Le Bois de Boulogne, Village de vacances VVF Les Cigalières, et plusieurs gîtes ruraux de particuliers.
- Le village des Cabannes accueille le grand festival 100% Rock chaque année en juillet.

### Divers
- Pêche à la ligne (étang)

## Culture locale et patrimoine

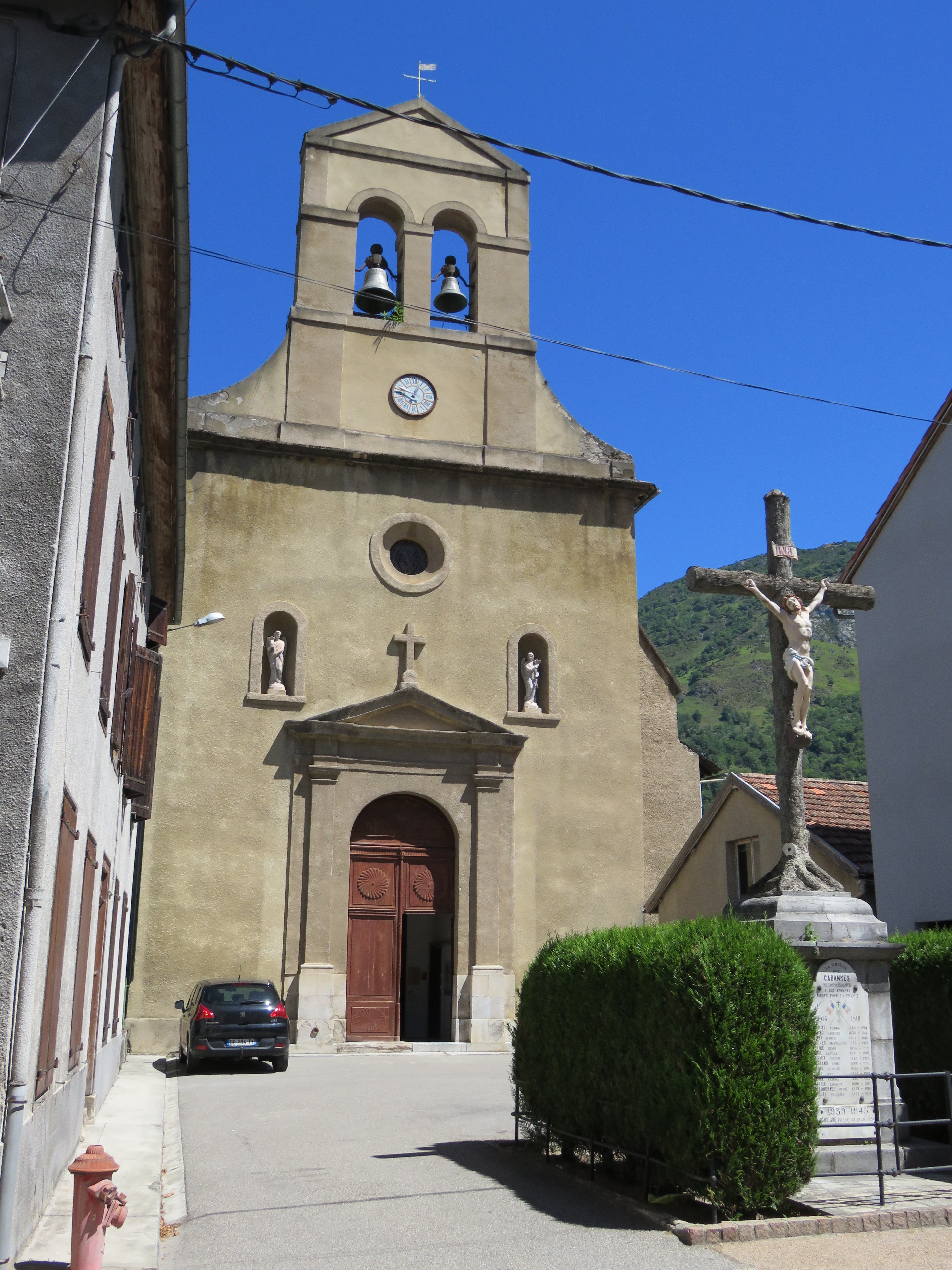
Église Saint-Martial.

### Lieux et monuments
- Gare des Cabannes
- Plateau de Beille
- Grotte de Lombrives
- Église Saint-Martial-de-Limoges
- Chapelle Notre-Dame des Cabannes

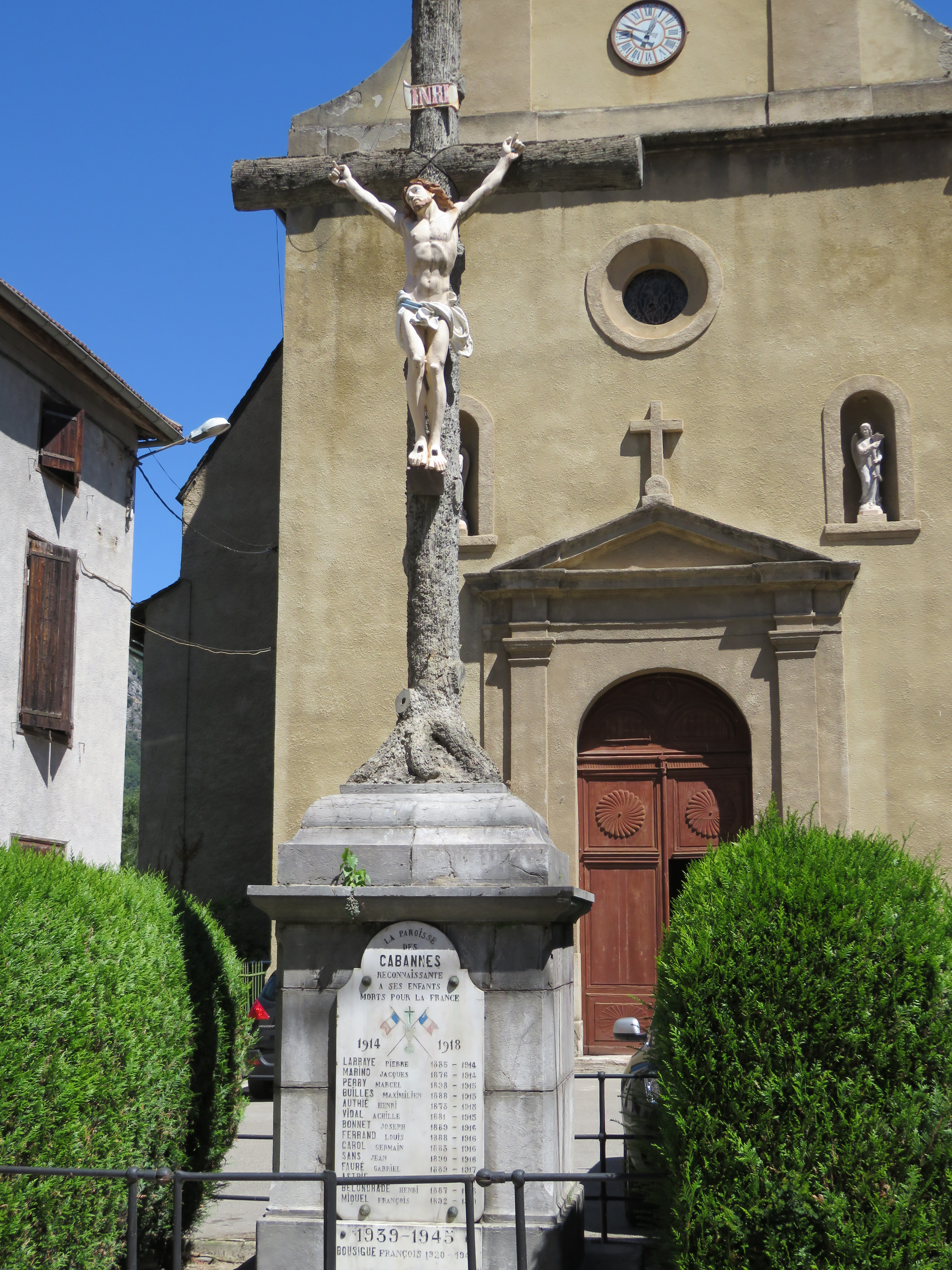
Statue du Christ en croix devant l'église.
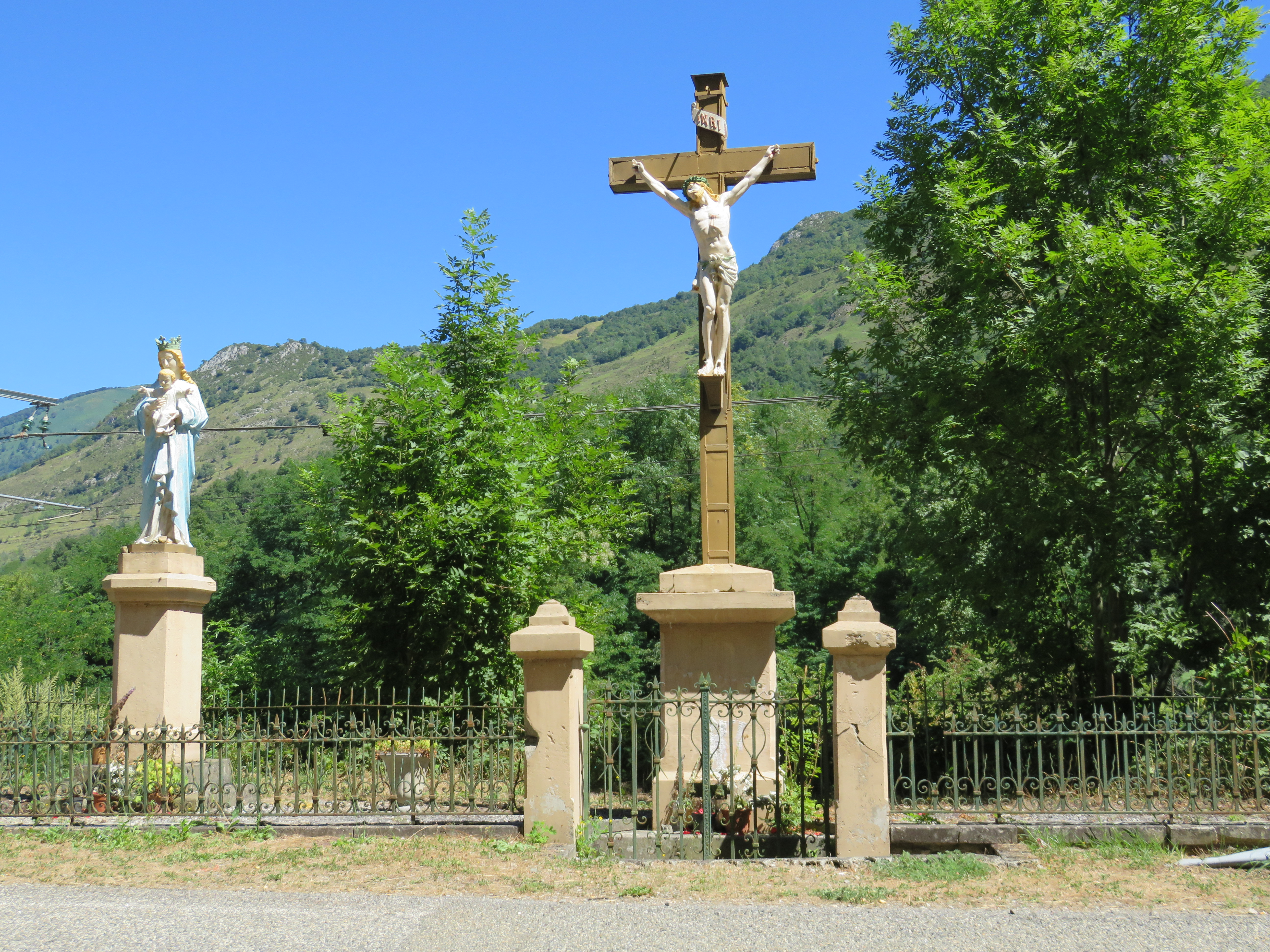
Statues du Christ en croix et de la Vierge à l'Enfant à la sortie du village en direction d'Ax-les-Thermes.
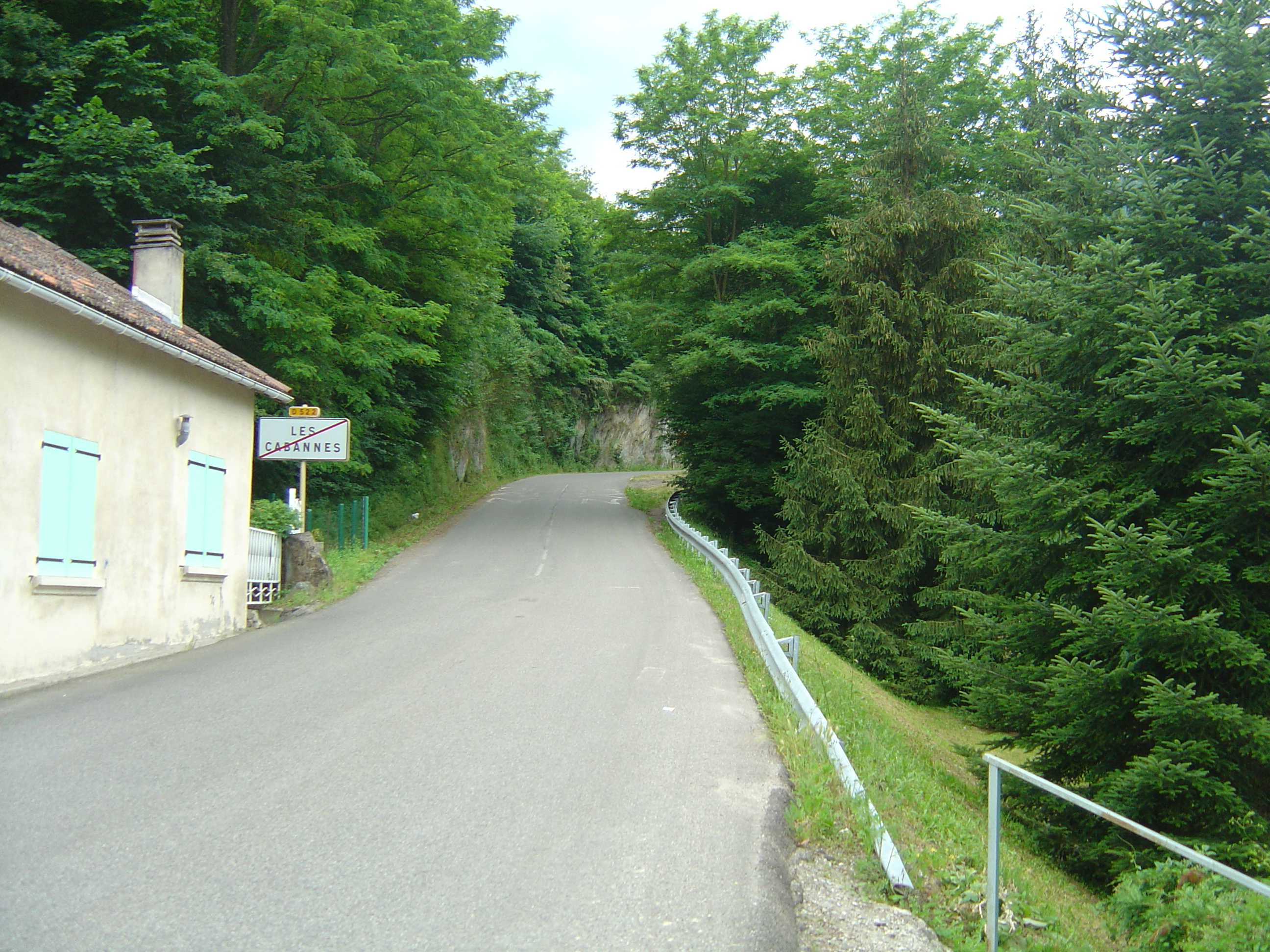
Sortie de la commune des Cabannes et début de l'ascension du Plateau de Beille. Pente raide au départ.

### Personnalités liées à la commune
- Jean Boniface Darnaud (1751-1826), général de la Révolution et de l'Empire né sur la commune.
- Maurice Garrigou (1766-1852), prêtre catholique et fondateur d'ordres, vénérable.
- Sixte Casse, né aux Cabannes en 1822, a été confondu avec Fortuné Henry, membre de la Commune de Paris en 1871.
- Joseph Dedieu (1878-1960), historiographe et écrivain, mort sur la commune.

## Pour approfondir